# 大黒常是
大黒常是（だいこくじょうぜ）は、近世日本の銀座の吹所（ふきしょ）で極印（ごくいん）打ちを担当していた常是役所の長としての代々世襲の家職に与えられた名称である。
慶長6年（1601年）、徳川家康が和泉堺の銀吹き職人である南鐐座の湯浅作兵衛に大黒常是を名乗らせたのが始まりであった。常是という名称は豊臣秀吉により堺の南鐐座の銀細工師に与えられたものであった。

## 元祖常是

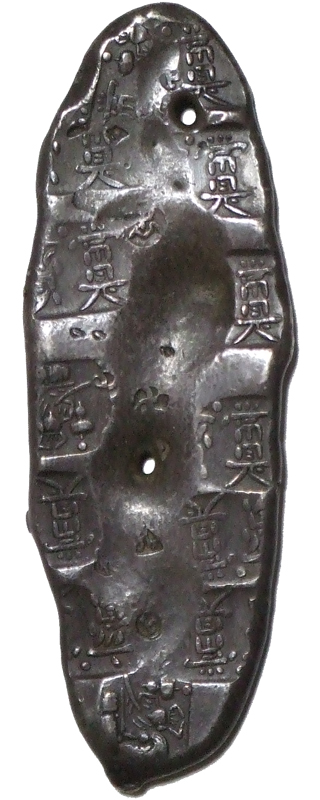
慶長丁銀 大黒および常是の極印

泉州堺の銀吹屋湯浅作兵衛は慶長3年（1598年）、家康に召出され、御銀吹役・御銀改役を命ぜられ大黒の姓を拝領した。このとき作兵衛は宗近の刀と大黒座の黒印を頂戴している。なお、この慶長3年とする時期については『貨幣秘録』では「慶長三年十二月廿八日附の黒印状」を根拠としているが疑問も投掛けられている。
またこれは天正10年（1582年）に家康が上方遊覧中に明智光秀の叛乱が起こり、このとき家康が伊賀越により三河に下向するときの道案内を作兵衛が行った功労によるとする説もあるが時期的に不自然であるとされる。
この銀座取立てにあたって、慶長丁銀の手本銀として菊一文字丁銀、夷一文字丁銀、および大黒極印銀が選ばれて家康の上覧に供され銀質優良な大黒極印銀に決まり、大黒常是が銀座の銀吹役になったとされる。またこのときの大黒極印銀は慶長丁銀より品位の高い括り袴丁銀がそれであるとされる。
家康の命により摂津の豪商末吉勘兵衛と後藤庄右衛門は、慶長6年5月（1601年）の大黒作兵衛常是の伏見銀座取立てを建議した。後藤庄右衛門は後藤庄三郎光次の隠居後の名称であるとする説と別人とする説がある。

## 常是と銀座の関係
銀座の公儀御用所を銀座役所と呼び、銀座人が会同し銀地金の調達あるいは銀貨の幕府への上納など公儀御用を担当したのに対し、常是役所は丁銀および小玉銀への極印打ちおよび包封を担当した。この包銀を常是包と呼び、両替屋による包と区別した。常是は銀座人とは一線を画し自ら銀座惣中と称していた。
銀貨の製造過程は銀座釻場（ませば）において灰吹銀と差銅の規定品位に基づく取組みが行われ、鋳造は常是吹所において行われた。鋳造された銀塊は検査を受けた上で常是極印役により「大黒」、「常是」あるいは「寳」といった極印が打たれた。さらに銀座で品位が正しく取り組まれていることを確認する目的で、仕上がった丁銀は抜取検査として糺吹（ただしふき）が行われた。糺吹は常是手代立会いの下、灰吹法により300目の丁銀から得られる上銀の量を確認した。
銀座は公儀灰吹銀から丁銀を鋳造する場合、入用として慶長銀および正徳銀では吹高の3%を分一銀として幕府より受取ったが、このうち吹高百貫目のうち五百目すなわち0.5%を常是が吹賃として受取った。分一銀は元禄銀は4%、宝永銀は7%、永字銀および三ツ宝銀は10%、さらに四ツ宝銀は13%と引上げられ、文字銀でも7%であったが、常是の受けとる吹賃は常に0.5%であった。
明和9年（1772年）の南鐐二朱銀以降の定位銀貨の鋳造に際し常是は銀品位改めは無用として辞退し、仕上がった銀貨の目方改めのみを担当することとなった。そこで常是は目方を改めた定位銀貨に「定」の極印を打つこととなった。また丁銀の包封は常是の重要な役割の一つであったが、二朱銀からは銀座が担当する銀座包となり200枚ごとの二十五両包となった。

## 大黒作兵衛常是家
京都銀座は湯浅作兵衛の長男である大黒作右衛門、江戸京橋銀座は次男である大黒長左衛門が銀改役となり以後世襲制とされた。寛政12年には江戸の八代目長左衛門常房が家職放免となり、銀座機能の江戸蛎殻町への集約移転に伴い、京都の十代目作右衛門常明が罷下りを命ぜられ蛎殻町銀座の御用を務めることとなった。
```
元祖・大黒作兵衛常是
       ┣━━━━━━━━━━━━━━━━━━━━━━━━━━━━━━━┓
（京家）二代目・作右衛門常好                            （江戸家）二代目・長左衛門常春
       ┣━━━━━━━━━━━━━━━━━━━━━━━━━━━━━━━┓                           
京三代目・作右衛門常郷                                        江戸三代目・長左衛門常信                    
       ┣━━━━━━━━━━━━━━━━┓                            ┃
京四代目・作右衛門常直            京五代目・作右衛門郷福　　　江戸四代目・長左衛門常政
                                         ┃                            ｜　　　　　
京六代目・看抱作右衛門信氏        京七代目・作右衛門常孝　　　江戸五代目・長左衛門常栄
（銀座年寄日比五郎左衛門兄） 　         　                             ｜　
                           　　　　　　　　　　               江戸六代目・長左衛門常貞
       ┏━━━━━━━━━━━━━━━━┳━━━━━━━━━━━━━━┫
京八代目・作右衛門常柄　　　      京九代目・作右衛門常興　  　江戸七代目・長左衛門常峯
                                         ┃                            ┃   
                                  京十代目・作右衛門常明　　　江戸八代目・長左衛門常房　　
                                         ｜                            ┃ 　　
                                  十一代目・作右衛門常富　　　九代目・長左衛門常隣
                                         ｜　　　　　　
                                  十二代目・作右衛門常最
                                         ┃　
                                  十三代目・作右衛門常安
```

|                      | 家督                  | 続柄                           | 室                     | 生 | 没                          | 銀座   |
| -------------------- | --------------------- | ------------------------------ | ---------------------- | -- | --------------------------- | ------ |
| 元祖作兵衛常是       | 慶長6年7月（1601年）  |                                |                        |    | 寛永10年3月5日（1633年）    | 伏見   |
| 二代作右衛門常好     | 慶長13年（1608年）    | 作兵衛常是長男                 | 今井宗薫娘             |    | 寛永13年7月5日（1636年）    | 京都   |
| 三代作右衛門常郷     |                       | 常好嫡男                       | 今井兵左衛門娘         |    | 寛文5年5月2日（1665年）     | 京都   |
| 四代作右衛門常直     | 元禄12年4月（1699年） | 常郷長男                       |                        |    | 元禄12年4月2日（1699年）    | 京都   |
| 五代作右衛門郷福     | 元禄12（1699年）      | 常郷次男                       | 藤堂式部娘             |    | 元禄15年閏8月17日（1702年） | 京都   |
| 六代看抱作右衛門信氏 |                       | 銀座年寄日比五郎左衛門兄       |                        |    | 宝暦2年5月（1752年）        | 京都   |
| 七代作右衛門常孝     | 享保元年（1716年）    | 郷福実子                       | 尾州白鳥中村七兵衛娘   |    | 享保13年4月25日（1728年）   | 京都   |
| 八代作右衛門常柄     | 享保13年（1728年）    | 江戸六代長左衛門常貞次男、養子 | 東寺郷士山本忠弥娘     |    | 宝暦8年5月29日（1758年）    | 京都   |
| 九代作右衛門常興     | 延享3年12月（1747年） | 江戸六代長左衛門常貞四男、養子 | 江州山田木内小兵衛娘   |    | 天明8年7月5日（1788年）     | 京都   |
| 十代作右衛門常明     | 安永6年（1777年）     | 常興三男                       | 江戸七代長左衛門常峯娘 |    | 文化13年4月5日（1815年）    | 京都   |
| 十一代作右衛門常富   | 文化9年11月（1812年） | 飯田新兵衛弟、聟養子           | 常明娘                 |    | 文政4年5月12日（1821年）    | 蛎殻町 |
| 十二代作右衛門常最   | 文政2年8月（1819年）  | 古筆了意四男、聟養子           | 常富嫡女               |    | 天保11年10月18日（1840年）  | 蛎殻町 |
| 十三代作右衛門常安   |                       | 常最長男                       | 上総屋永井彦兵衛女     |    | 明治21年2月23日             | 蛎殻町 |

|                  | 家督                  | 続柄                         | 室                       | 生                 | 没                        | 銀座       |
| ---------------- | --------------------- | ---------------------------- | ------------------------ | ------------------ | ------------------------- | ---------- |
| 二代長左衛門常春 | 慶長11年              | 作兵衛常是次男               |                          |                    | 寛永16年6月21日（1639年） | 駿府・京橋 |
| 三代長左衛門常信 |                       | 京二代作右衛門常好次男、養子 | 三好備中守娘             |                    | 延宝2年8月20日（1674年）  | 京橋       |
| 四代長左衛門常政 |                       | 常郷長男                     | 日光宮様御家頼小林右近娘 |                    | 貞享4年3月7日（1687年）   | 京橋       |
| 五代長左衛門常栄 |                       | 本阿弥光怡三男、聟養子       | 常政娘                   | 寛文5年（1665年）  | 享保17年9月9日（1732年）  | 京橋       |
| 六代長左衛門常貞 | 享保14年3月（1729年） | 町年寄樽屋藤左衛門弟、聟養子 | 常栄娘                   | 元禄6年（1693年）  | 明和5年3月3日（1768年）   | 京橋       |
| 七代長左衛門常峯 | 寛延元年9月（1748年） | 常貞三男                     | 町年寄樽屋藤左衛門娘     | 享保12年（1727年） | 寛政2年12月17日（1791年） | 京橋       |
| 八代長左衛門常房 | 天明元年4月（1781年） | 常峯実子                     | 御目見醫師柴田元養女     |                    | 文化11年1月15日（1814年） | 京橋       |
| 九代長左衛門常隣 |                       | 常房嫡男                     |                          |                    | 文久元年6月14日（1861年） |            |

## 大黒長左衛門家の断絶
分一銀による収入の減少した銀座を世襲した江戸八代目長左衛門常房は納滞銀として金に換算して3900両余の不納を咎められ、寛政11年4月（1799年）ごろより取調べをうけた。
寛政12年7月2日（1800年）に長左衛門常房と京家十代目作右衛門常明は勘定奉行柳生久通宅へ出頭するよう命じられ、常房の息子常隣を連れて出頭した。ここで長左衛門常房は家職召放しの上、永蟄居を命ぜられた。一方、作右衛門常明はお咎めなしであったが取締り方に付不束であったとして急度御叱を受けた。
この後、京橋銀座にあった長左衛門家の御用道具、家作共に召し上げとなり作右衛門常明に与えられ、作右衛門は京都および京橋から機能を集約された蛎殻町の銀座を継ぐこととなった。